# Ehden

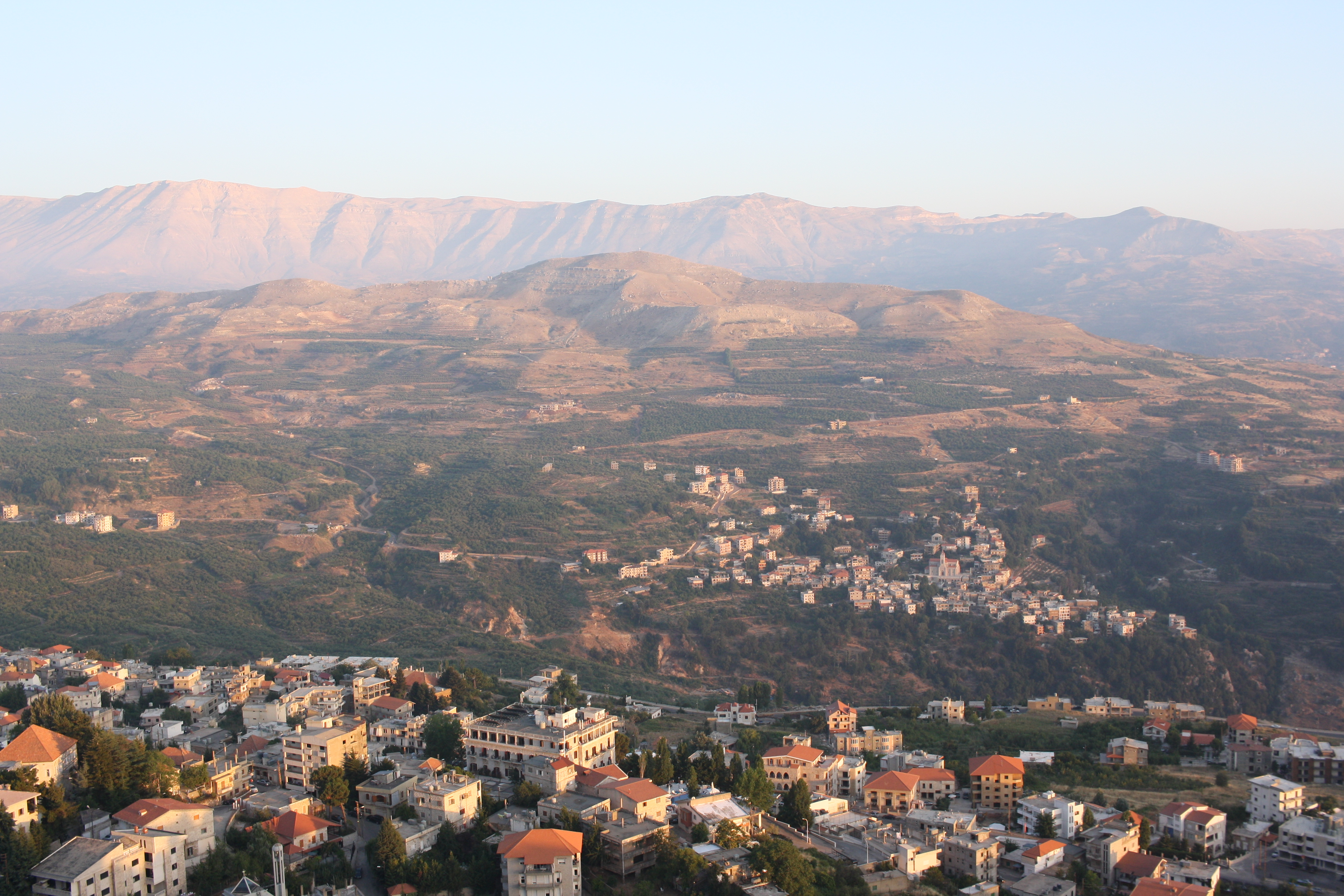
Vue de Ehden et du Mont-Liban les soirs d'été

Ehden (en arabe : إهدن) est une ville maronite de la muhafazah au Nord du Liban, d'où est originaire le « Héros du Liban » Youssef Bey Karam.

## Géographie
Elle se trouve sur l'inclinaison sud-ouest de la montagne Makmal et du plus haut pic du Liban, Kornet el Sawda. On l'estime à 1 500m d'altitude. Ehden se trouve à 110km de Beyrouth, la capitale du Liban, et à 30km de Tripoli, la seconde ville du Liban.

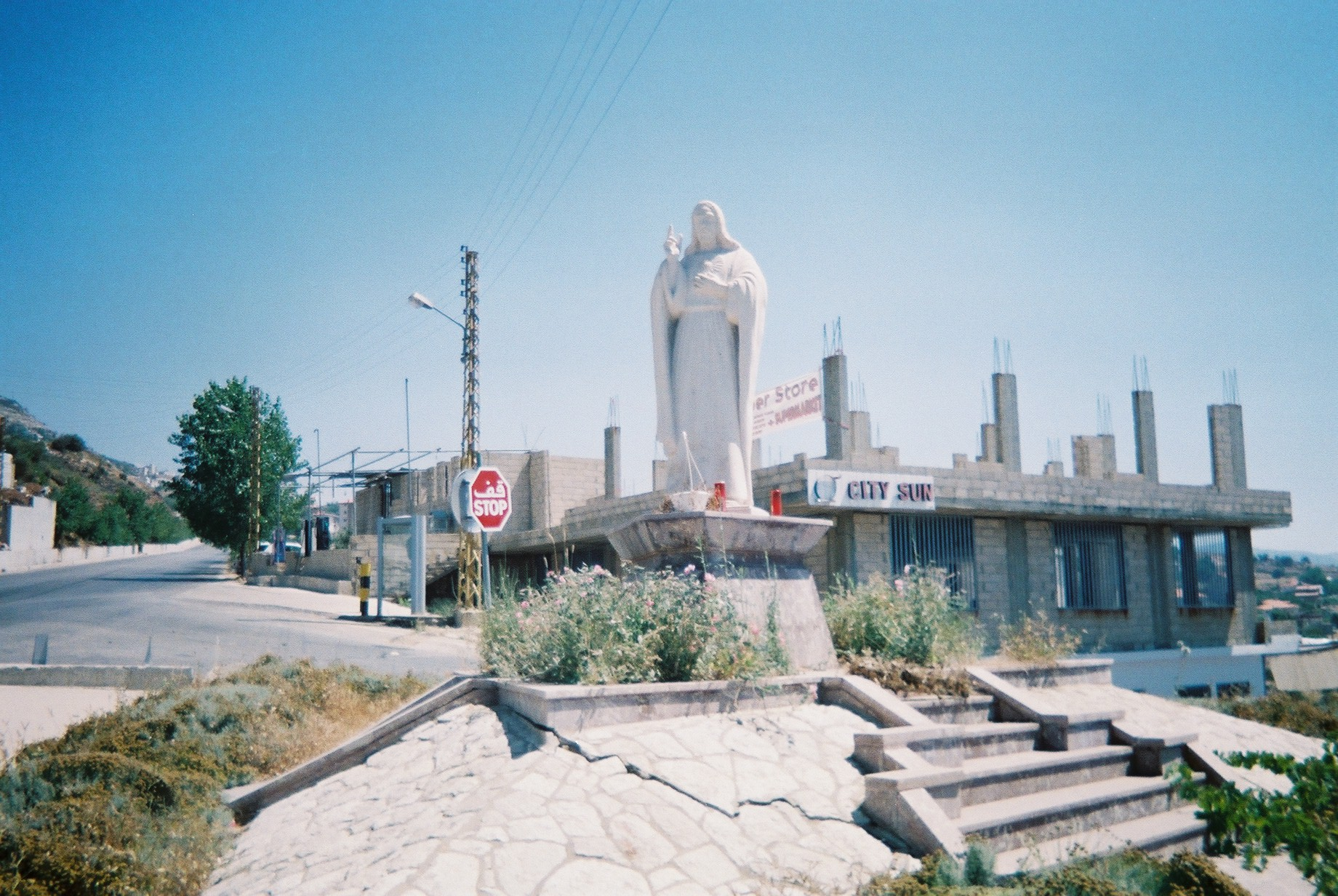
Statue du Christ à l'entrée d'Ehden

La ville est étroitement liée à Zghorta nichée à 25km plus bas dans la vallée. Ehden est le lieu de villégiature des Zghartiotes. Au début de l'été, c'est ainsi quasi toute la population de Zgharta qui y « migre ». La particularité d'Ehden consiste dans le fait que Ehden ne possède pas un état-civil qui lui est propre. Autrement dit, personne ne naît ni meurt à Ehden.
La ville situe sur le parcours du sentier de longue randonnée « Lebanon Mountain Trail » dont elle constitue une étape.

## Patrimoine
L'endroit est connu pour son monastère Saint-Serge d'Ehden situé en altitude.